# منشور زنان
منشور زنان ۱۹۶۱ قانون پارلمان سنگاپور است که در سال ۱۹۶۱ به تصویب رسید. این قانون برای بهبود و حمایت از حقوق زنان در سنگاپور و تضمین برابری در برابر قانون بیشتر برای زنان در روابط زناشویی تصویب شده‌است (به جز در زمینه ازدواج مسلمانان که به‌طور جداگانه توسط قانون اداره قانون مسلمانان اداره می‌شود). در این قانون، مواردی شامل ازدواج تک همسری، حقوق زن و شوهر در ازدواج، حمایت از خانواده و ظرفیت‌های قانونی در خصوص طلاق و جدایی پیش‌بینی شده‌است.

## بررسی اجمالی
منشور زنان با موفقیت توسط خانم چان چوی سیونگ، همسر آونگ پانگ بون، وزیر سابق کابینه سنگاپور به اجرا درآمد.
منشور زنان عمدتاً بر اساس قوانین موجود بود. بخش‌های سوم و چهارم قانون ازدواج مدنی، قانون اموال زنان متأهل، قانون زنان و فرزندان متأهل (نگهداری)، مقررات نگهداری (تسهیلات اجرایی)، حکم طلاق و قانون حمایت از زنان و دختران مجدداً تصویب شد. بخش دوم، که «به دنبال ارائه این است که هر شخصی که قبلاً طبق هر قانون، مذهب، عرف یا عادت قانونی ازدواج کرده‌است، در طول ادامه چنین ازدواجی قادر به انجام هر گونه ازدواج دیگری نخواهد بود»، عمدتاً دارای مواردی جدید بود.
از سال ۱۹۹۷، زوج‌هایی که طلاق می‌گیرند مجبور به ارائه یک طرح فرزندپروری هستند که شامل ترتیبات حضانت، دسترسی به کودک و تمهیداتی برای نیازهای آموزشی کودک است.
آخرین اصلاحات منشور ابتدا در ژانویه ۲۰۱۱ تصویب شد که مقرراتی را برای تسهیل ازدواج در سنگاپور، رسیدگی به طلاق و تأثیر آن و تقویت اجرای احکام نفقه ارائه کرد. اصلاحات مجدداً در ۲۹ فوریه ۲۰۱۶ پس از پیشنهاد وزارت توسعه اجتماعی و خانواده به تصویب رسید:
از اول اکتبر ۲۰۱۶، برنامه اجباری آمادگی برای ازدواج به همه ازدواج‌هایی که حداقل یکی از طرفین آن کمتر از ۲۱ سال سن داشته باشد، گسترش می‌یابد.
تا پایان سال ۲۰۱۶، یک مشاوره اجباری دو ساعته برای والدینی که درخواست طلاق با حداقل یک فرزند کمتر از ۱۴ سال دارند و در عین حال بررسی اختلاف نظر در مورد مسائل طلاق آنان ضروری است. این مقررات ممکن است در نهایت به والدین در حال طلاق که حداقل یک فرزند کمتر از ۲۱ سال دارند، نیز بسط داده شود.
مردان اکنون می‌توانند برای نفقه درخواست دهند، اما بر خلاف زنان، تنها در صورتی می‌توانند درخواست نفقه داشته باشند که ناتوان باشند، یعنی به دلیل بیماری یا ناتوانی نتوانند هزینه زندگی خود را تأمین کنند. پیش از این، تنها زنان می‌توانستند از همسر سابق خود در سنگاپور درخواست نفقه کنند در حالی که مردان نمی‌توانستند.
افسران سوابق نگهداری که می‌توانند اطلاعاتی در مورد امور مالی طرفین طلاق به دست آورند، برای کمک به دادگاه‌ها معرفی می‌شوند تا متخلفان سرکش را شناسایی کرده و مجازات‌های سخت تری علیه آنها اعمال کنند. این امر با کاهش بار اثبات زنان برای نشان دادن وضعیت مالی شوهر یا شوهر سابق خود، این افراد متخلف را هدف قرار می‌دهد.
از مارس ۲۰۱۶، پس از طلاق، والدینی که فرزندان زیر ۲۱ سال دارند و در مورد تمام مسائل طلاق توافق دارند، باید در یک برنامه دو ساعته در مورد مسائلی مانند فرزندپروری مشترک و مهارت‌های خودمراقبتی شرکت کنند.
حفاظت بیشتر از افراد آسیب دیده از خشونت خانوادگی و همچنین کارکنان خانه‌ها و پناهگاه‌ها. تا پایان سال ۲۰۱۶ یک قاضی می‌تواند یک مشاور را برای نظارت بر ملاقات بین یک فرزند و والدین بدون حضانت احضار کند.
ابطال ازدواج‌های مناسب طبق قانون مهاجرت.

## موارد استفاده و نگرانی
از هر پنج ازدواج در این جزیره یک ازدواج به طلاق ختم می‌شود. ارقام دادگاه همچنین نشان می‌دهد که ۶۰۱۷ پرونده طلاق در سال ۲۰۱۴ وجود داشته‌است که نسبت به سال ۲۰۰۰ افزایش ۴۵ درصدی داشته‌است موارد منجر به بازداشت نیز در زمان‌های اخیر نگرانی قابل توجهی داشته‌است. در سال ۲۰۱۳، ۱۷۰۰ درخواست از دادگاه برای احکام اجرایی وجود داشت که همسران سابق را مجبور به نگهداری از شریک زندگی سابق و فرزندان خود می‌کرد. این رقم در مقایسه با سال ۲۰۰۹، ۱۹۰۰ درخواست بود، قبل از اینکه مجازات‌های سخت تری در سال ۲۰۱۱ اعمال شود. تا آوریل ۲۰۱۴، هر سال به‌طور متوسط ۱۱۸ سفارش برای کارفرمایان وجود داشت که مستقیماً از حقوق و دستمزدهای متخلفان هزینه نگهداری را پرداخت کنند.
در دسامبر ۲۰۱۵، انجمن زنان برای اقدام و پژوهش پیشنهادی ارائه کرد که به جای آن، منشور زنان به عنوان منشور خانواده تغییر نام دهد. منتقدان همچنین معتقدند که منشور از یک محافظ برای زنان محروم به روشی برای تبعیض علیه مردان تبدیل شده‌است.